# Łyskornia
Łyskornia – wieś w Polsce położona w województwie łódzkim, w powiecie wieluńskim, w gminie Biała.
W latach 1975–1998 miejscowość administracyjnie należała do województwa sieradzkiego. W 2011 roku liczba mieszkańców we wsi Łyskornia wynosiła 655.

## Części wsi
| SIMC    | Nazwa      | Rodzaj    |
| ------- | ---------- | --------- |
| 0697484 | Górka      | część wsi |
| 0697490 | Mirków     | część wsi |
| 0697509 | Olszowa    | część wsi |
| 0697515 | Poduchowne | część wsi |
| 0697521 | Żurawin    | część wsi |

## Historia
Dawniej wieś szlachecka, w XVII wieku dziedzictwo Giżyckich, następnie Karśnickich. Kościół znajdował się tu już w 2 poł. XV wieku, w jego miejsce powstała w 1660 r. z fundacji Chryzostoma Giżyckiego drewniana świątynia św. Marii Magdaleny.
Nowy kościół został przekształcony (dobudowanie kaplic) i remontowany po skutkach orkanu przez Gwalberta Karśnickiego w 1786 i 1921 r., kiedy to przedłużono go o 6,5 m. Budowla konstrukcji zrębowej. Malowidła stropowe z 1921 r. Prezbiterium węższe, zamknięte wielobocznie. Na belce tęczowej krucyfiks z 1400 r. Wyposażenie z XVI–XVIII w. Dach gontowy, dwuspadowy, nad prezbiterium z szerszym okapem wspartym na profilowanych kroksztynach.